# Cigogne blanche en France

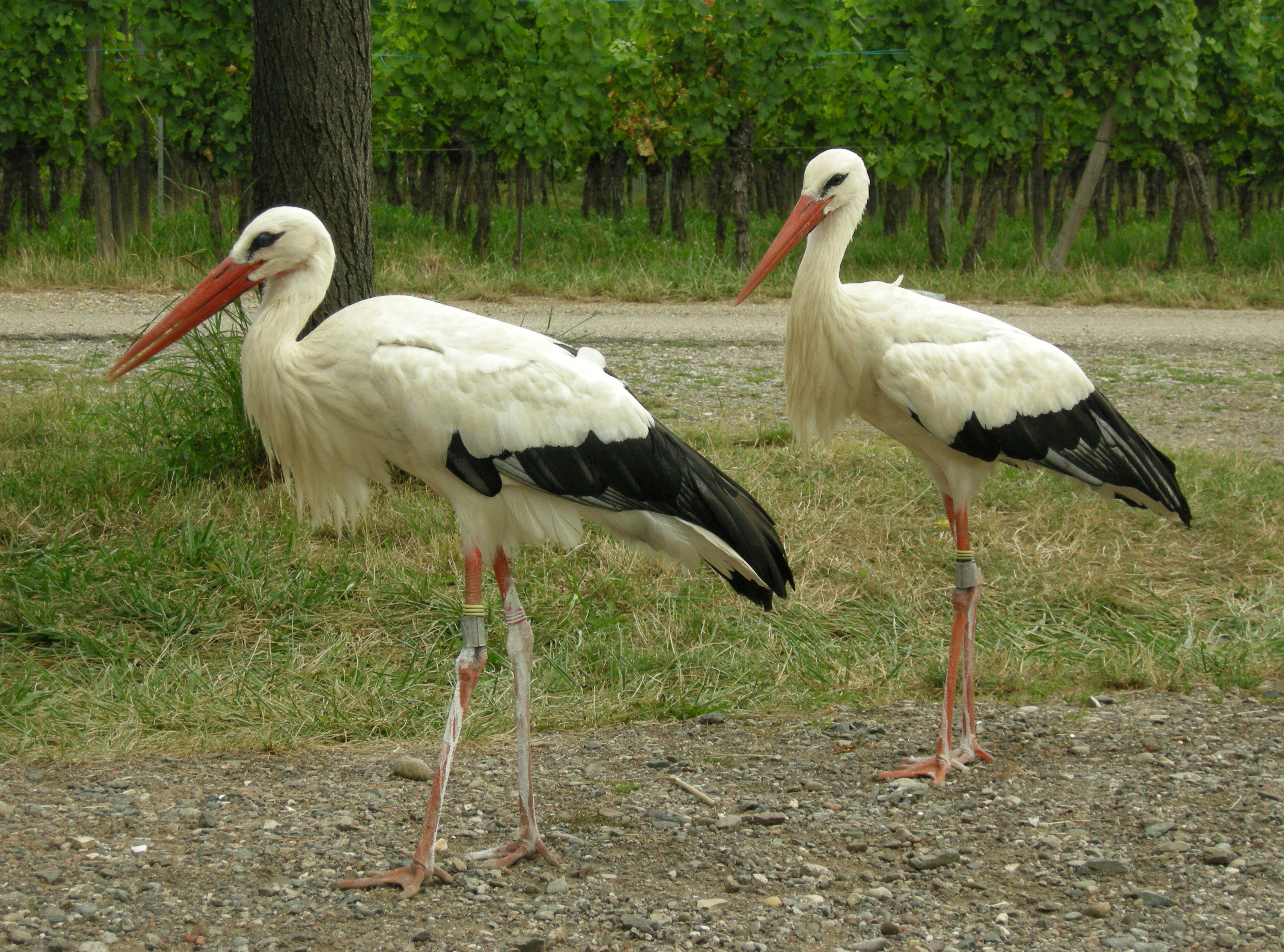
Deux cigognes en Alsace.

La Cigogne blanche en France est une espèce protégée. Cet oiseau très visible est le sujet de quelques légendes, il est globalement considéré comme un animal de bon augure. Si l'espèce était courante au Moyen Âge dans la majeure partie du pays, le changement dans les pratiques agricoles a causé un fort déclin durant l’ère moderne. Un cycle de sécheresse en Afrique, où cet oiseau migrateur passe l’hiver, a entraîné une réduction dramatique des populations résiduelles au milieu du XXe siècle dans l'ensemble de l'Europe occidentale, dont la France.
Seuls onze couples nicheurs subsistaient en France en 1974, dont un en Ille-et-Vilaine, un dans la Manche, et neuf en Alsace, région dans laquelle cet oiseau constitue un véritable symbole local. Mais la protection de l'espèce par des plans de réintroduction, une action vigoureuse en faveur de la protection de son habitat, l'interdiction de certains pesticides, et plus généralement, la protection et la restauration des zones humides, ont inversé la tendance. La sédentarisation de certaines populations a permis de diminuer la mortalité en migration. La pose de plateformes artificielles fournit des emplacements sûrs et adaptés pour sa nidification. La cigogne blanche a dans un premier temps recolonisé depuis l'Espagne les plaines humides de la Charente-Maritime (Aunis et Saintonge) et du sud de la Vendée, notamment dans le marais poitevin, ainsi que la façade méditerranéenne en Languedoc-Roussillon et en Camargue. L’écrevisse de Louisiane, une espèce invasive des zones humides, est devenue sa ressource alimentaire principale dans ces régions, favorisant des nichées abondantes. Puis la cigogne s'est répandue sur une grande partie de la façade atlantique française, de l'Adour jusqu'à la baie de Somme. Des individus sont aussi venus de Belgique et des Pays-Bas. Aujourd'hui, grâce à une dynamique de population positive et à une bonne capacité de dispersion, la cigogne blanche est désormais présente comme espèce nicheuse dans toutes les régions de France. Bien qu'elle soit encore rare sur la majeure partie du territoire, elle est actuellement en phase de recolonisation de l'ensemble du pays. On comptait environ 1 600 couples nicheurs installés en France en 2010, effectif porté à 2 400 couples en 2017, puis 4 500 couples en 2020.
La destruction des nids ou des individus de cette espèce protégée est passible d'amende ou de prison. Des opérations de baguage permettent de suivre les individus. On utilise des bagues Darvik depuis 2001.

## Évolution de la population nationale

La cigogne est le symbole des Mines de potasse d'Alsace.

### Alsace

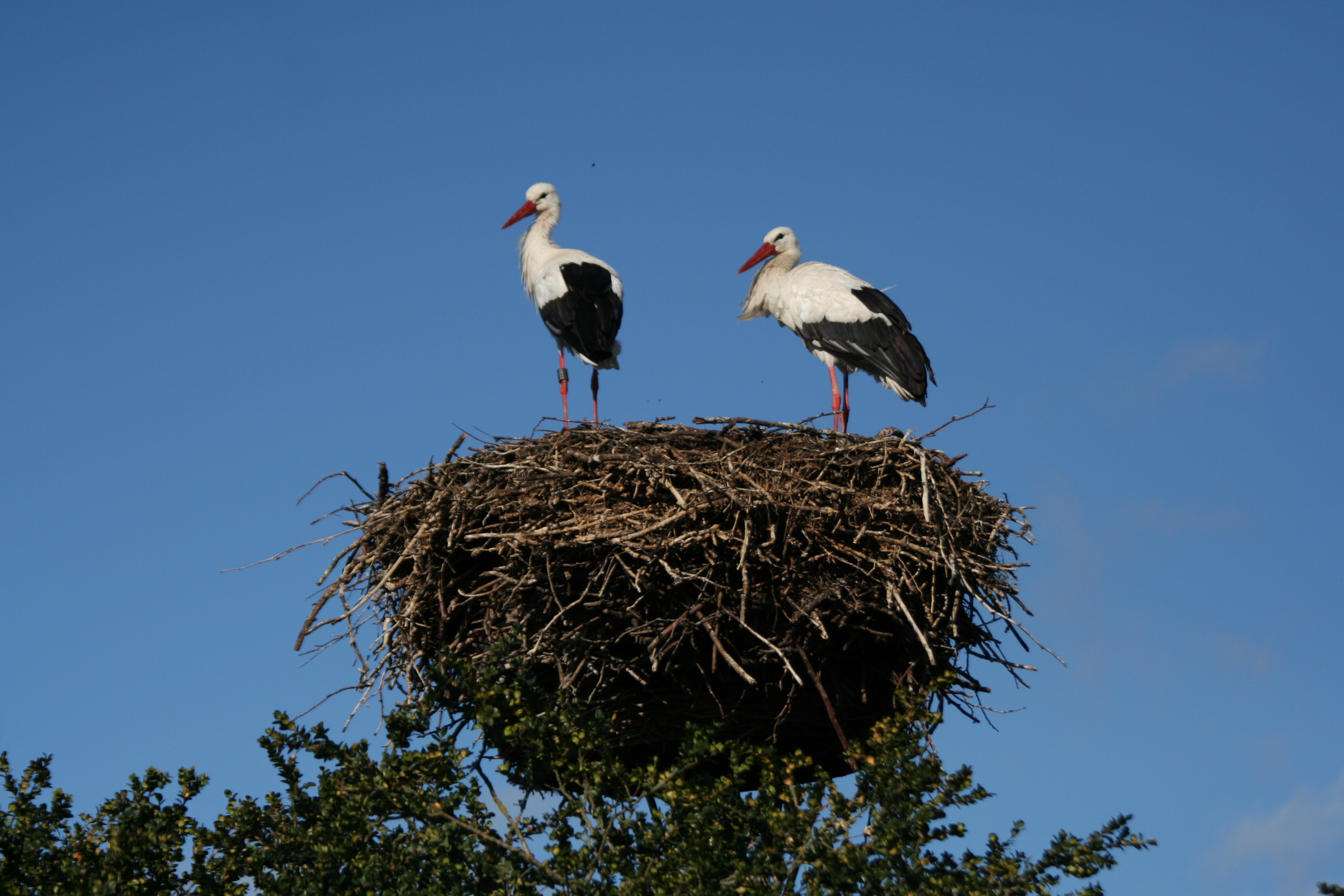
Nid de Cigognes à Cernay (Alsace).

Cet échassier était jadis la parure estivale des hautes toitures d'Alsace. L'oiseau, devenu symbole de l'Alsace, n'était plus représenté dans cette région française que par une dizaine de couples vers 1975.

En 1974 il ne restait en effet que neuf couples de cigognes blanches en Alsace, l'altération de leur biotope ayant fortement contribué à leur disparition. Par la suite, grâce aux ornithologues qui se sont mobilisés pour les sédentariser, au système de volières de maintien et aux couveuses artificielles, un effectif de 300 couples environ fut atteint en 2001. Au centre d'Hunawihr, dans le Haut-Rhin, deux cents cigognes évoluent en totale liberté, et quelques individus sont placés en volière pour intégrer le programme de réintroduction. Il en est de même au parc des cigognes Cigoland à Kintzheim dans le Bas-Rhin. Au bout de trois ans, elles perdent l'instinct de migrer et peuvent être relâchées. Bien nourries, elles ne craignent ni le froid ni la neige.
En Alsace, l'espèce établissait fréquemment son nid sur les cheminées des habitations, inutilisées pendant la période de reproduction. Pour favoriser le repeuplement, il fut testé avec succès des nichoirs installés en haut de poteaux dans des zones dégagées. De nos jours, il n'est pas rare de voir des nids de cigogne accrochés sur des pylônes électriques. Après une période durant laquelle les oiseaux ont été délogés par les agents d'ERDF, des conventions ont été signées pour assurer la pérennité de ces nids sans nuire au service public.
Un label "Village Cigognes d'Alsace", est actuellement développé par l'Association pour la protection de la faune sauvage et de la réintroduction des cigognes en Alsace et en Lorraine (Aprécial).

### Charente-Maritime

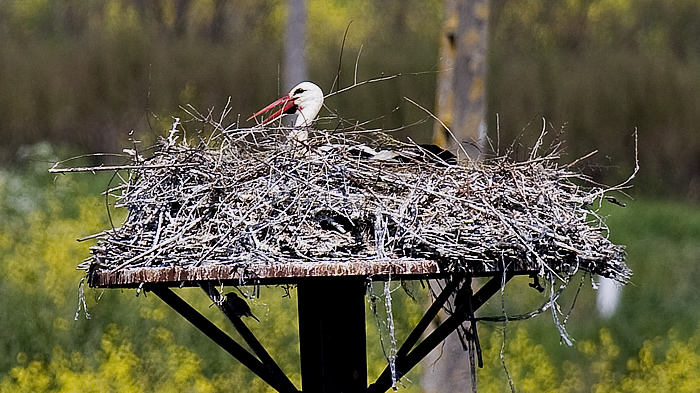
Nid de cigogne sur une plateforme artificielle. Marais de Brouage, Charente-Maritime.

Le Haut-Rhin  est le premier département français, devant la Charente-Maritime, pour son effectif de couples nicheurs, avec plus de 515 couples nicheurs en 2018. Contrairement à leurs cousines d'Europe de l'Est, les cigognes de Charente-maritime évitent les zones urbanisées. Les observations faites de 1995 à 2005 dans ce département ont relevé l'envol de 2577 cigogneaux, pour 1 000 couples installés, dont 865 ayant réussi leur nichée. Avant 1962 les cigognes se contentaient d'y faire escale au cours de leur migration. Le premier couple nicheur a été observé en 1962 et depuis 1978 elles y nichent régulièrement. Dans un premier temps des plateformes artificielles ont été installées dans les marais par les bénévoles du Groupe Ornithologique Aunis-Saintonge. Depuis lors, ces grands oiseaux font également des nids sur les pylônes électriques et sur des arbres, certains pouvant héberger une vingtaine de nids sur leurs branches. Quelques individus ne migrent même plus à la fin de l'été car les marais de Brouage, au climat doux et à la nourriture abondante en hiver, leur conviennent parfaitement.
Dans la région, l'Écrevisse de Louisiane peut composer jusqu'à 95 % du régime alimentaire des cigognes qui contribuent ainsi à limiter la prolifération de cette espèce invasive, menace pour les herbiers aquatiques, les pontes de poissons et les batraciens des marais de la région.
Par extension de ce territoire, la partie maritime du Sud de la Vendée et la vallée du Lay (Communauté de communes Sud-Vendée Littoral, Marais Poitevin) sont devenues des territoires d'accueil de la cigogne blanche.

### Lorraine

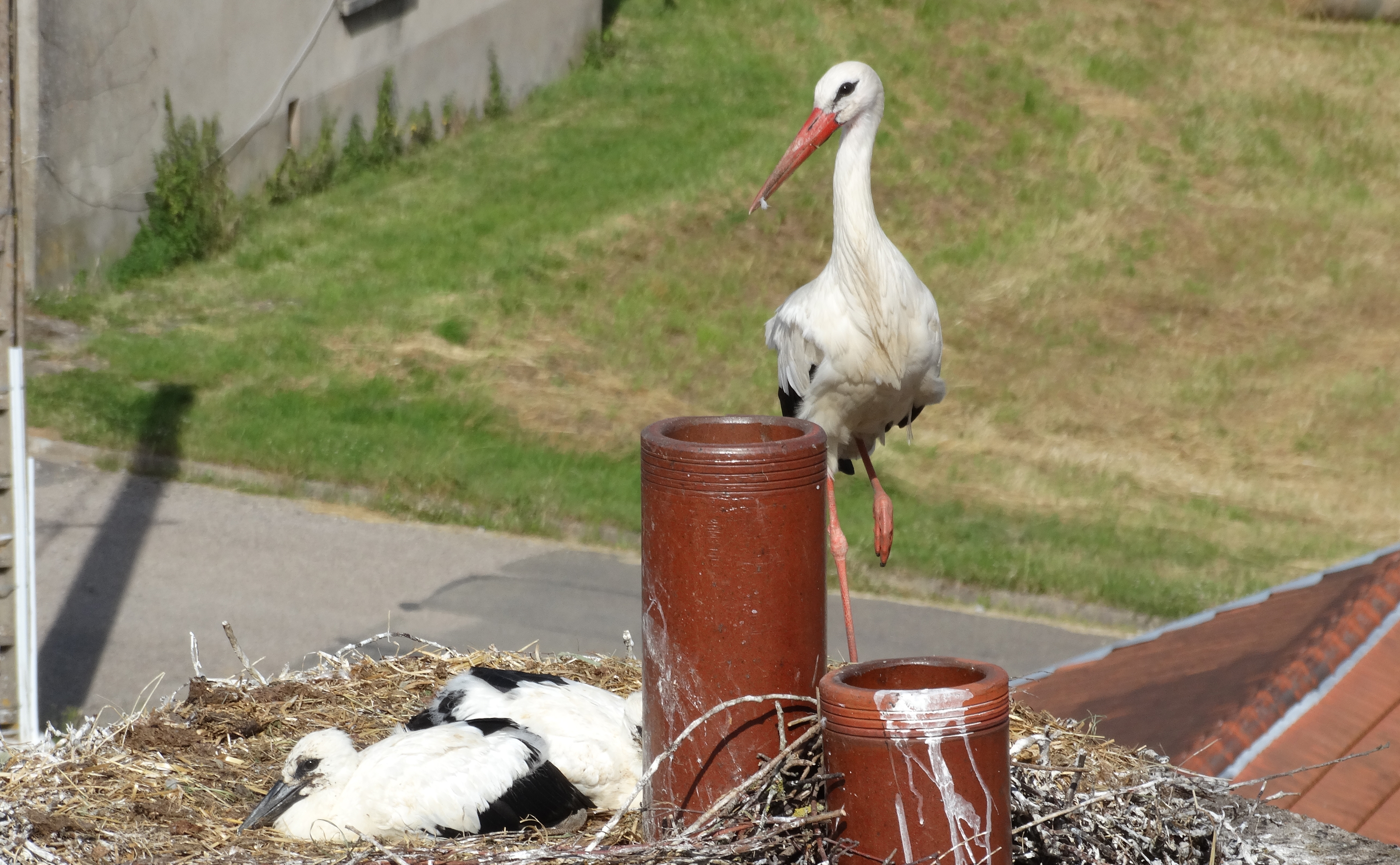
Cigogne de Chambrey avec ses deux petits (2018).

La présence de la cigogne en Lorraine, au sud de Nancy, est attestée depuis le Moyen Âge, la réintroduction a commencé dans les années 1970 avec la réimplantation de couples à proximité de l'étang de Lindre (Moselle). À Saint-Nicolas-de-Port, où la présence de la cigogne blanche était attestée jusqu'au XXe siècle, bien que parfois de manière plutôt anecdotique, sur la grande Basilique Saint-Nicolas, a été créé un enclos pour sauver les derniers couples. Construit dans les années 1990, l'enclos était occupé par quatre couples destinés à reconstituer une population résidente. En 2010, on dénombrait une quarantaine de cigognes à Saint-Nicolas-de-Port. Un couple de cigognes a été également réintroduit à Nancy, au parc de la pépinière, dont le mâle s'est fait remarquer de nombreuses fois en 2003 en se posant sur la statue centrale de la célèbre place Stanislas,. Le nid des cigognes est détruit le 14 mars 2012, sur ordre du maire,, provoquant la colère des habitants.
Symboles de la région, les cigognes font de plus en plus leur retour en Lorraine. Une cinquantaine est ainsi arrivée en 2006 sur les hauteurs de Pont-à-Mousson, à Lesménils, au niveau du centre de stockage de déchets non dangereux géré par Sita Lorraine. Ces installations constituent en effet une immense source de nourriture de 35 hectares. Une bonne vingtaine s’est sédentarisée pour passer l’hiver en Lorraine. Il n’est désormais plus rare de les voir dans le ciel et sur les réverbères de Pont-à-Mousson.

### Normandie
Présente depuis de nombreuses années, l'espèce avait eu tendance à disparaître. Ces trente dernières années, on constate un notable retour de la Cigogne dans les marais du Cotentin où elles sont nombreuses, la vallée de la Seine, où elles sont régulièrement aperçues dans les marais environnants, ainsi que dans la basse vallée de la Dives. Des plates-formes de nidification ont été installées au sein du parc naturel régional des Boucles de la Seine normande et dans celui des Marais du Cotentin et du Bessin mais ne sont pas toujours utilisées, les oiseaux trouvant aisément des arbres brisés ou non favorables à la construction de nids.  Une bonne part de ces individus sont sédentaires, 115 ont été dénombrés à l'hiver 2015 et 380 en décembre 2022 (175 dans les marais du Cotentin-Bessin, 200 dans les marais de la Dives, 5 en vallée de la Seine). Sur le territoire du Parc naturel régional des marais du Cotentin et du Bessin, pas moins de 394 couples nicheurs ont été dénombrés en 2024, dont 312 ont produit un total de près de 7500 jeunes à l'envol. Les nids sont majoritairement (278/394) installés naturellement sur des arbres (sans aménagement). Les deux CET (centres d'enfouissement technique de déchets) situés au nord et au sud du PNR jouent un rôle visible sur la productivité de ces nichées et leur fermeture programmée jouera un rôle dans l'avenir de cette population.

### Picardie
La Cigogne blanche est connue pour avoir niché dans cette région jusqu’au XIXe siècle au moins. Des cas de reproduction sont connus dans les trois départements picards (Aisne, Oise et Somme) mais la population n'est importante qu'aux alentours de la baie de Somme (25 à 30 couples, peut-être davantage, dont 15 en 2012 au Parc Ornithologique du Marquenterre et ses abords immédiats).

## Statut de protection
La Cigogne blanche bénéficie d'une protection totale sur le territoire français depuis l'arrêté ministériel du 17 avril 1981 relatif aux oiseaux protégés sur l'ensemble du territoire. Elle est inscrite à l'annexe I de la directive Oiseaux de l'Union européenne. Il est donc interdit de la détruire, la mutiler, la capturer ou l'enlever, de la perturber intentionnellement ou de la naturaliser, ainsi que de détruire ou enlever les œufs et les nids et de détruire, altérer ou dégrader leur milieu. Qu'elle soit vivante ou morte, il est aussi interdit de la transporter, la colporter, l'utiliser, la détenir, la vendre ou l'acheter.